# 2-Furanon
2-Furanon (im allgemeinen Sprachgebrauch oft abkürzend als Butenolid bezeichnet) ist eine chemische Verbindung aus der Stoffgruppe der ungesättigten Lactone und der einfachste Vertreter der Butenolide.

## Vorkommen
2-Furanon wurde in Tabak und Tabakrauch sowie im Doldenblütler Echinophora platyloba nachgewiesen.

## Gewinnung und Darstellung
2-Furanon kann durch Oxidation von Furfural mit Wasserstoffperoxid in Gegenwart von Ameisensäure, Thioharnstoff oder Kobalt(II)-oxid hergestellt werden.

## Eigenschaften
2-Furanon ist eine farblose bis hellbraune Flüssigkeit, die löslich in Wasser ist.

## Verwendung
2-Furanon ist ein vielseitiges Reagenz das in Michael-Additionsreaktionen zur Synthese von Lignanen und in Dreikomponenten-Michael-Aldol-Reaktionen mit einem Aldehyd und einem Thiolat oder Carbanion verwendet wird.